# Atractodes helveticus
Atractodes helveticus là một loài tò vò trong họ Ichneumonidae.